# Василий Павлово-Посадский
Василий Павлово-Посадский (в миру Василий Иванович Грязнов; 21 февраля 1816 — 16 февраля 1869) — православный подвижник, известный своим обращением старообрядцев. Канонизирован Русской православной церковью как святой в лике праведных в 1999 году.
Дореволюционная канонизация святого была прервана 1917 годом, а судебным разбирательством в 1920 году установлены факты мошенничества с мощами, что легло в основу брошюры И. А. Шпицберга и антирелигиозного фильма «Старец Василий Грязнов» 1924 года по этой брошюре.

## Место рождения
Родился 21 февраля 1816 года (по старому стилю) в деревне Евсеево Богородского уезда (ныне: Московской области Павлово-Посадский район). Этот населённый пункт находился в пяти верстах от села Вохна, упоминаемого ещё в 1328 году в завещании Ивана Калиты. 2 июня 1844 года село Вохна вместе с сёлами Захарово, Меленки, Усово и Будровье по повелению Николая I образовали город Павловский Посад.

## Детство
Отец Василия, Иван Семёнович, был крестьянином. Мать, Евдокия Захаровна занималась воспитанием детей. Образование мальчик получил домашнее, грамоте и чтению учился по Часослову и Псалтири, унаследовав от родителей глубокую веру и любовь к Богу.

## Юность и искушения
Поступив работать на фабрику, неокрепший духовно, деревенский юноша окунулся в мир порока и страстей. Общаясь с фабричной молодежью, Василий начал пить вино. Пороки завладевали душой, а добродетели ослабевали. Но он осознавал своё падение и оплакивал свои грехи. Однако снова падал под воздействием дурной компании и слабой силой воли. Каясь в своих грехах, Василий называл себя грязным, и это прозвище укоренилось за ним. С тех пор его стали называть Василий Грязнов. Составительница жития будущего праведника Ольга Яковлевна Лабзина так описывала его состояние:

«…Но враг нашёл, чем его искусить: сотоварищество с порочными фабричными мальчишками внушило ему, что теперь он может и свои заработанные деньги употребить, как он хочет сам, и он стал пить вино, и благое рассуждение стало его по временам оставлять…
…он плакал, но невольно опять падал; при падении вновь плакал, вновь рыдал, вновь просил прощения у Бога и у родителей своих, —— и тогда, в порыве сознания и огорчения, он сам прозвал себя Грязным. Почему он впоследствии сам себя прозвал Грязновым, и это прозвище осталось у него навсегда».

## Исправление

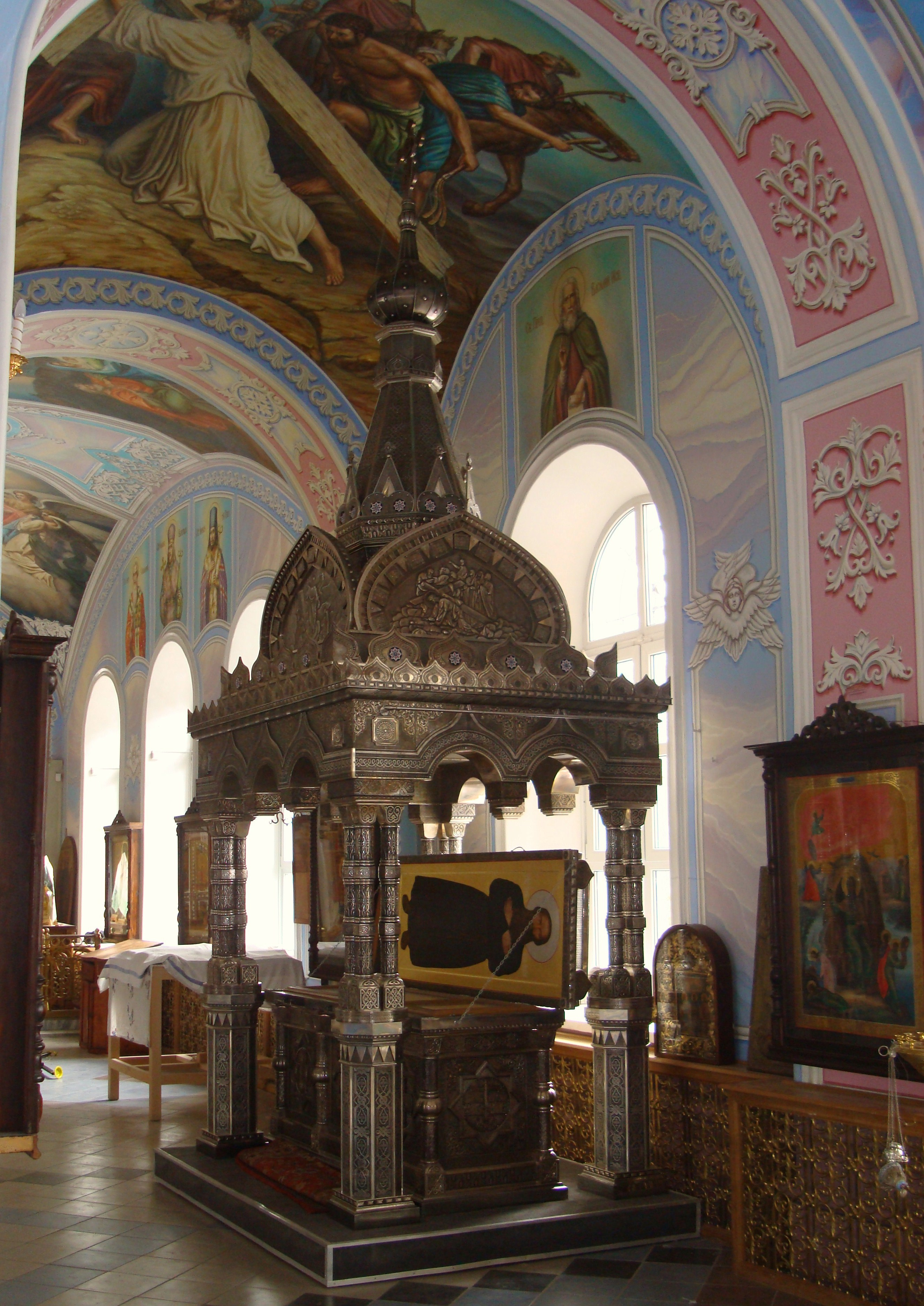
Рака и сень праведного Василия Павлово-Посадского. Архитектор Звёздкин В. А.

Видя стремление к исправлению Василия, Господь направил его на путь спасения, вернул заблудшую овцу в ограду церковную. Однажды один из его фабричных товарищей стал хулить икону Божией Матери и внезапно скоропостижно скончался. Василий услышал голос, сказавший ему: «если ты не исправишься, то и тебе предстоит такая же смерть». С этого момента он усилил покаянные молитвы и вскоре исправил греховный образ жизни. Одной ночью во время молитвы он услышал голос, повелевающий ему отправиться в Николаевскую Берлюковскую пустынь.
Настоятелем монастыря был последователь учеников Паисия Величковского отец Венедикт. Попостившись и причастившись в монастыре, Василий получил духовное наставление от отца Венедикта в духовном делании. После этого он коренным образом изменился. Он стал регулярно посещать храм Божий, часто исповедоваться и причащаться, избегать увеселительных сборищ и проводить свободное время в обществе благочестивых людей.

## Духовные дарования

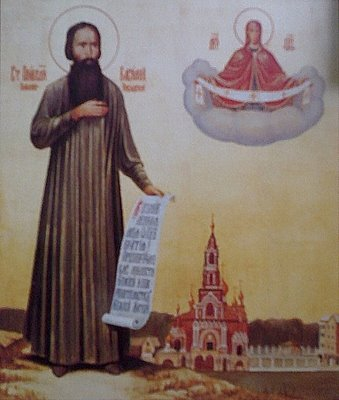

### Помощь ближним
Благочестивая жизнь усилила его религиозные чувства и любовь к ближним. Вскоре у Василия стали проявляться духовные дары, знание вещей невидимых. К нему стали обращаться люди со своими скорбями и бедами. Василий утешал их и помогал перенести трудности. Видя греховные немощи других, он сам плакал и других плакать заставлял. Василий стал добрым другом и помощником бедным, защитником притесненных, опытным советником в трудных делах.

### Обращение старообрядцев
В XIX веке в окрестностях Павловского Посада жили старообрядцы в большом количестве. Открытость и искренность Василия, его праведная жизнь и любовь к ближнему привлекали внимание старообрядцев. Василий вёл миссионерскую деятельность среди них. Его проповедь приносила обильные плоды. Около 7 тысяч из них присоединились к Церкви благодаря праведнику.
За это ему пришлось пострадать от влиятельных купцов-староверов. Они распространяли лживые слухи о причастности Василия к ереси. Но Господь сохранил своего угодника от нападок врагов.

### Явление святого Харлампия
Василий имел желание к тихой созерцательной жизни. Но миссионерская деятельность рассеивала внимание. Он скорбел и желал оставить это дело.
Однажды на пути в одно село ему явился священномученик Харалампий и объявил, что Господу угодно, чтобы и впредь Василий продолжал призывать старообрядцев к Православию и укреплять в вере уже обращённых.

## Встреча с Лабзиным

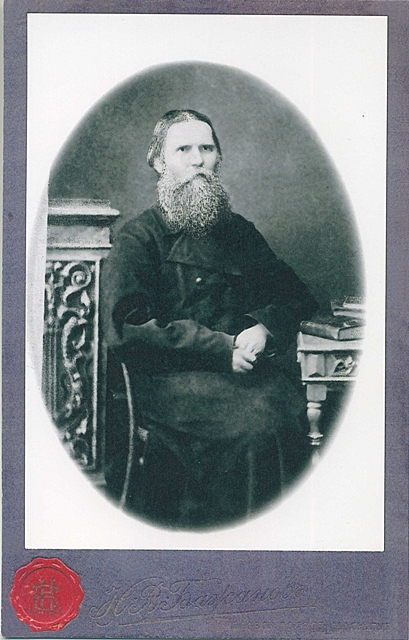
Яков Лабзин

Однажды к святому Василию пришёл купец Яков Лабзин. Он был хозяином знаменитой платочной фабрики в городе Павловском Посаде. Яков Лабзин получил помощь от праведного и увидел его святую жизнь. После этого он предложил Василию стать его товарищем в деле. Василий не отказался. Вскоре они стали друзьями. После вступления в дело Грязнов продолжил вести жизнь святого подвижника. Теперь у него появилось больше денег и он тратил их на помощь бедным и на богоугодные дела. Василий вместе с Яковом Лабзиным и сестрами Якова строили школы и богадельни. Праведный Василий мечтал построить в городе Павловском Посаде мужской монастырь. Но при жизни его мечта не сбылась. 16 февраля 1869 года он скончался. После смерти Василия люди продолжали обращаться в молитвах к праведнику и получали помощь. Благодаря Якову Лабзину и его сестрам в 1874 году в Павловском Посаде был построен храм на месте захоронения святого Василия. В 1894 на месте храма был открыт Покровско-Васильевский монастырь.

## Канонизация и критика
Канонизация Василия была прервана 1917 годом, а судебным разбирательством в 1920 году установлены факты мошенничества с мощами. На основе этого И. А. Шпицберг, основатель журнала «Атеист» издал брошюру «Святой Василий Грязнов: защита подмосковных акул текстильной промышленности». Брошюра легла в основу немого чёрно-белого антирелигиозного фильма 1924 года «Старец Василий Грязнов» режиссёра Чеслава Сабинского.
В 1999 году РПЦ канонизировала Василия Грязного в лике праведных.